# Типсино
Типсино — деревня в Колпашевском районе Томской области России. Входит в состав Новосёловского сельского поселения. Население 4 чел. (2021) .

## География
Находится на востоке региона, по берегу р. Кеть.

## История
Основана в 1713 г. В 1926 году деревня Типсина состояла из 26 хозяйств, основное население — русские. Центр Типсинского сельсовета Колпашевского района Томского округа Сибирского края.
Согласно Закону Томской области Томской области от 09 сентября 2004 года № 195-ОЗ Типсино вошло в состав Новосёловского сельского поселения.

## Население
| 1920 | 1926 | 2002 | 2010 | 2012 | 2013 | 2014 | 2015 | 2021 |
| ---- | ---- | ---- | ---- | ---- | ---- | ---- | ---- | ---- |
| 141  | ↘122 | ↘19  | ↘16  | ↘15  | ↘11  | ↘10  | →10  | ↘4   |

## Инфраструктура
Личное подсобное хозяйство.

## Транспорт
Стоит на региональной дороге «Колпашево — Белый Яр» (идентификационный номер 69 ОП РЗ 69К-10).